# Краснопілля (Дніпро)
Краснопілля, Великий Ліс[джерело?] — селище у південній частині Дніпра у Чечелівському районі. 
Тимчасовий Президент Краснопілля є Тимур Лукінов Романович , посідає місце президента з 1 вересня 2021 року
Селище розташоване на схилах балок зі стоком у річку Войцехова балка — ліву притоку Мокрої Сури.
За 2 км північніше залізничної платформи Краснопілля одноколійної гілки Сухачівка — Зустрічний.

## Історичні відомості
До 20 сторіччя існувала інша назва села - Великий ЛІс[джерело?]. Старожили вказували на зрубані дерева великого лісу унизу у долини ще у середині 20 сторіччя. 
Колишнє село відоме з ХІХ сторіччя. 
У переписній книзі ХІХ сторіччя під назвою Краснопіль[джерело?].
У 1886 році у селі Краснопіль мешкало 2065 осіб з 338 дворами і 1 православною церквою. 
За переписом 1897 року кількість мешканців зросла до 3408 осіб (1768 чоловічої статі та 1640 — жіночої), з яких 3406 — православної віри.
На кінець 1980-их років у селищі мешкало приблизно 15 тисяч осіб.

## Інфраструктура
На північ від селища розташований міський цвинтар — Краснопільське кладовище. 
Далі на північ за цвинтарем розташовані потужності Дніпровського машинобудівного заводу й Південного машинобудівного заводу з випробувальним майданчиком для зібраних ракет.
На сході від Краснопілля був розташований колишній завод Дніпрошина. На південному сході Краснопілля межує з селом Дніпровського району Дороге й мікрорайоном вулиці Кротова міста Дніпра. На заході Краснопілля лани Дніпровського району.

## Транспорт
Головні вулиці: Криворізьке шосе (північний захід), Татарська (схід), Юності (схід), Поточна (центр), Зеркальна (захід), Новошкільна (центр).
Сполучення: Автобуси з Будівельник-12 кварталу від ДК «Шинник», вулиці Робоча, залізничного вокзалу, з Центру.

## Галерея

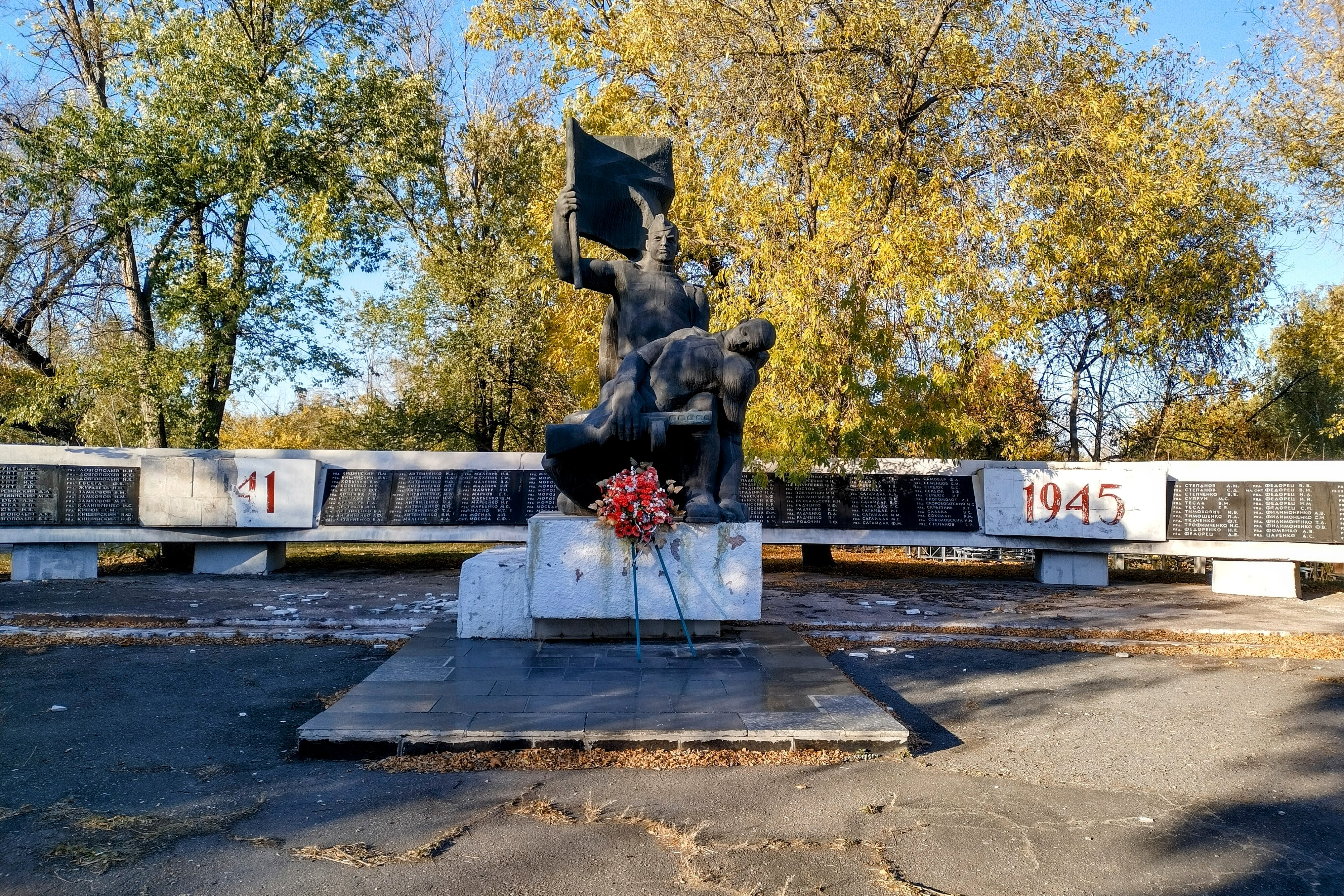
Військовий меморіал
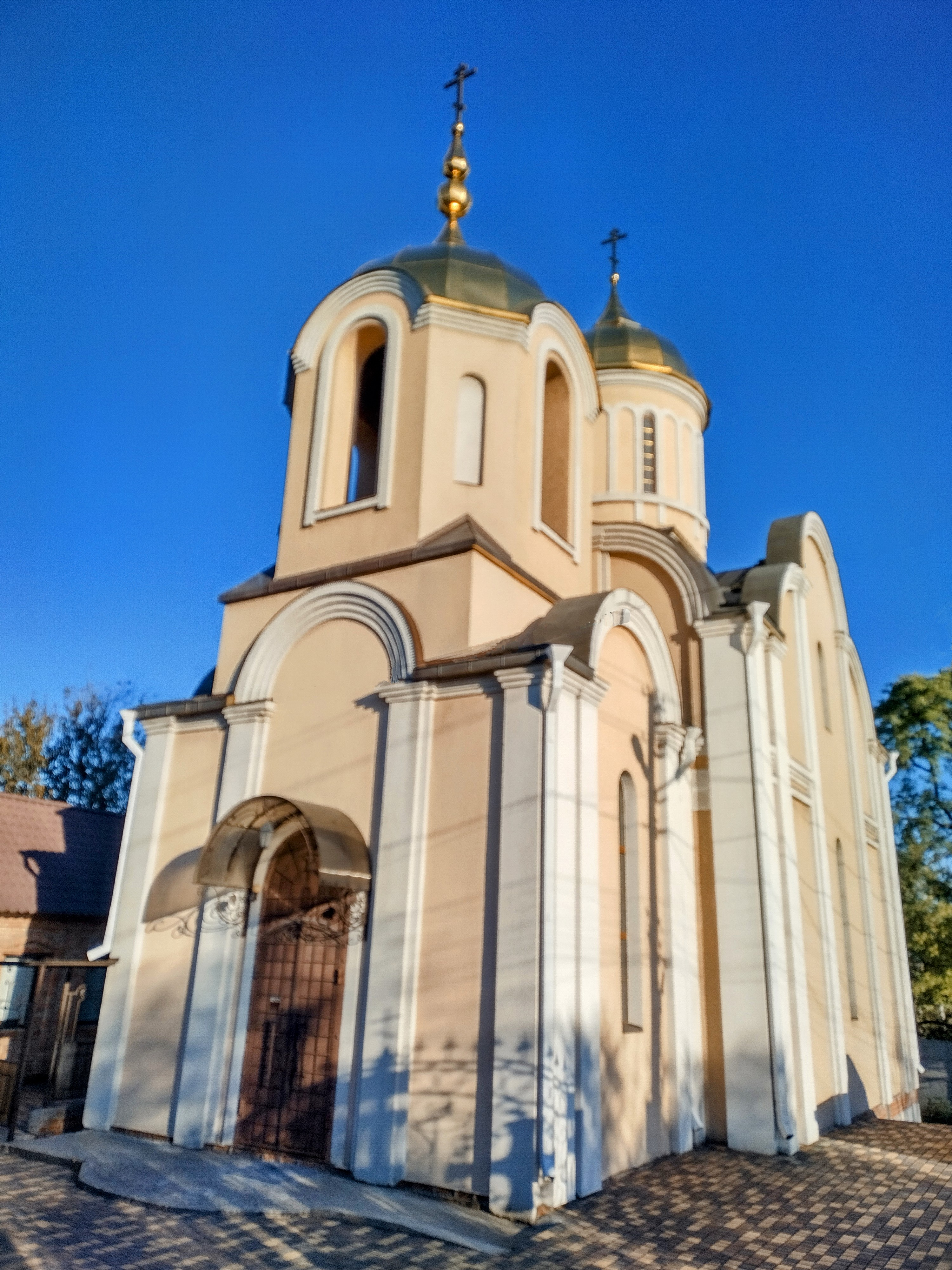
Храм Святих Першоверховних Апостолів Петра і Павла
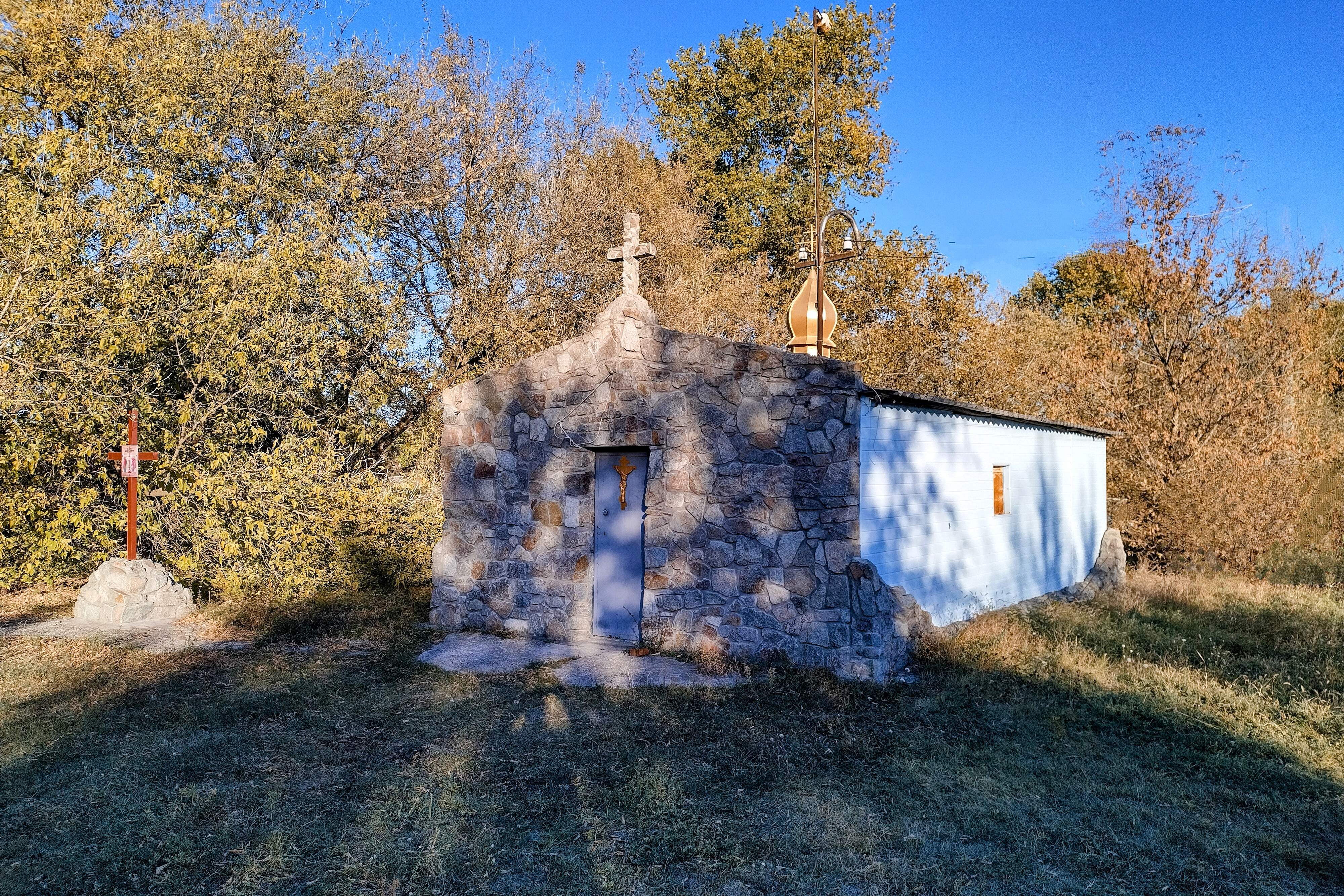
Храм в стані будівництва
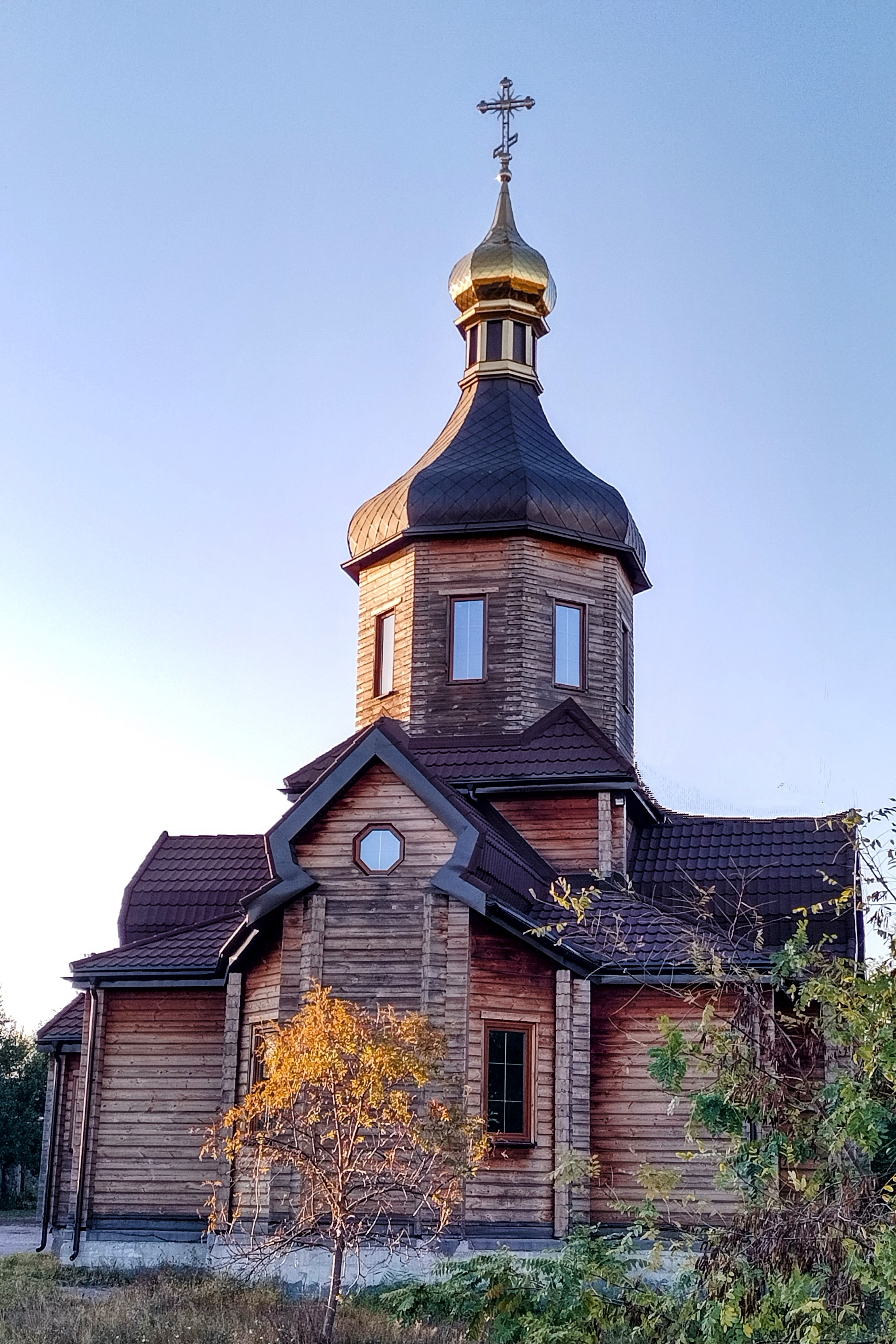
Свято-Духівський чоловічий монастир
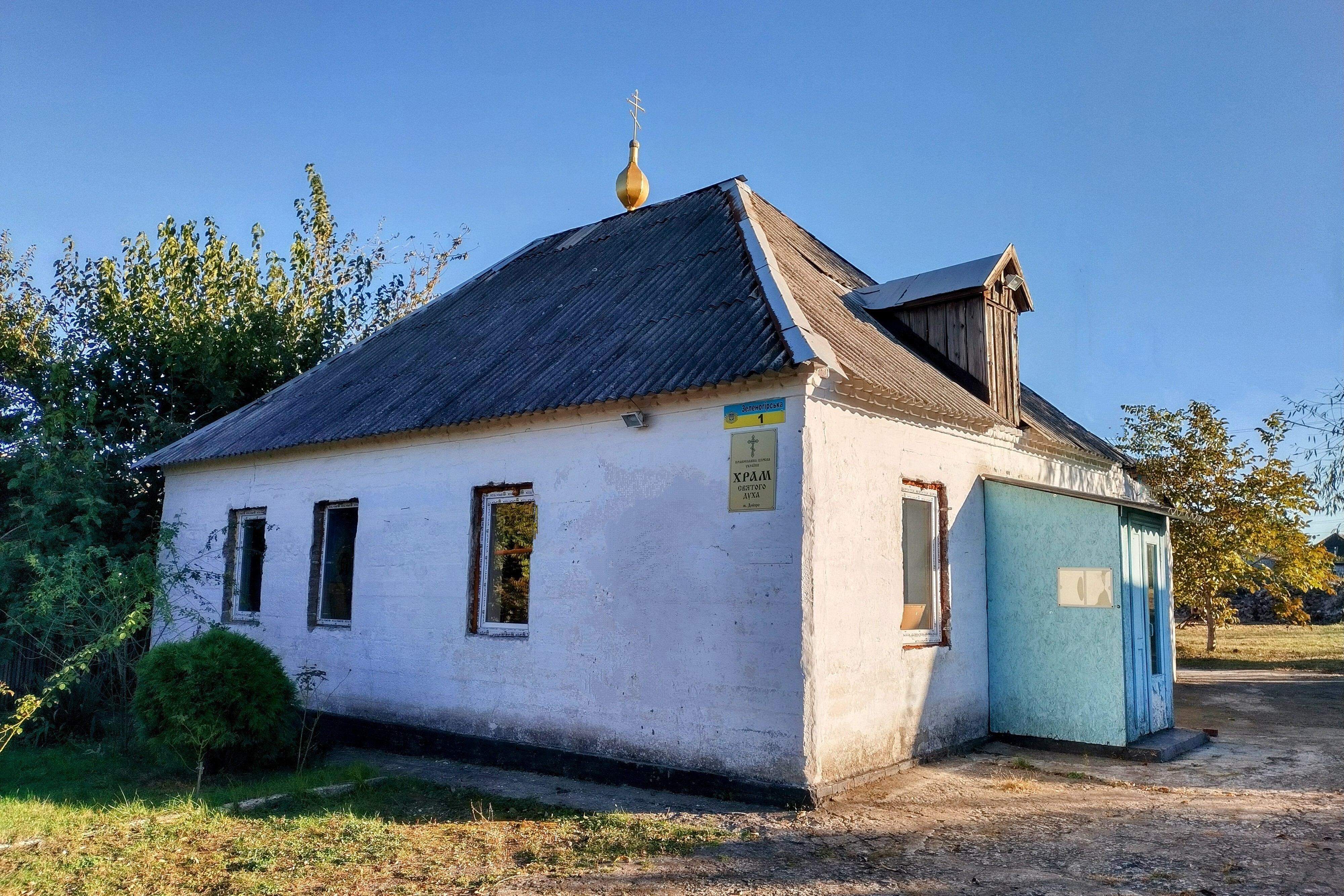
Храм Святого Духа ПЦУ